# Saumarez
Ne doit pas être confondu avec Paroisse de Saumarez.
Pour les articles homonymes, voir Saumarez (homonymie).
Saumarez est un village canadien de la Péninsule acadienne, dans le comté de Gloucester, au nord-est du Nouveau-Brunswick. C'est un district de services locaux fusionné au Grand Tracadie-Sheila le 1er juillet 2014.

## Toponyme
Saumarez est nommé en l'honneur du général Sir Thomas Saumarez, administrateur du gouvernement du Nouveau-Brunswick en 1814.

## Géographie
Saumarez est une banlieue de la ville de Tracadie-Sheila, située à l'ouest de cette dernière, près d'une sortie de l'autoroute 11. La plupart des habitations sont situées au bord des chemins Saulnier Est et Ouest, Robinson et Girouard, qui se croisent à angle droit. Il y a aussi les rues Girouard, Gilbert et Roméo, ainsi que le chemin Damien. Il n'y a aucun cours d'eau important.
Saumarez est généralement considéré comme faisant partie de l'Acadie.

### Géologie
Le sous-sol de Saumarez est composé principalement de roches sédimentaires du groupe de Pictou datant du Pennsylvanien (entre 300 et 311 millions d'années).

### Logement
L'ensemble de la paroisse de Saumarez comptait 2911 logements privés en 2006, dont 2615 occupés par des résidents habituels. Parmi ces logements, 86,0 % sont individuels, 6,9 % sont jumelés, 0,0 % sont en rangée, 1,0 % sont des appartements ou duplex et 1,7 % sont des immeubles de moins de cinq étages. Enfin, 4,0 % des logements entrent dans la catégorie autres, tels que les maisons-mobiles. 85,9 % des logements sont possédés alors que 14,1 % sont loués. 72,7 % ont été construits avant 1986 et 15,1 % ont besoin de réparations majeures. Les logements comptent en moyenne 6,2 pièces et 0,0 % des logements comptent plus d'une personne habitant par pièce. Les logements ont une valeur moyenne de 74 518 $, comparativement à 119 549 $ pour la province.

## Histoire
Saumarez est situé dans le territoire historique des Micmacs, plus précisément dans le district de Sigenigteoag, qui comprend l'actuel côte Est du Nouveau-Brunswick, jusqu'à la baie de Fundy.
En 1825, le territoire est touché par les Grands feux de la Miramichi, qui dévastent entre 10 000 km2 et 20 000 km2 dans le centre et le nord-est de la province et tuent en tout plus de 280 personnes,.
Saumarez est l'une des localités organisatrices du IVe Congrès mondial acadien, en 2009.

## Démographie
Le village comptait 494 habitants en 2006, comparativement à 535 en 2001, soit une baisse de 7,7 %. Il y avait 199 logements individuels, dont 190 occupés par des résidents habituels.
Pour l'ensemble de la paroisse de Saumarez, l'âge médian est de 42,4 ans, comparativement à 41,5 pour la province. 85,5 % de la population est âgée de plus de 15 ans, comparativement à 83,8 % pour la province. Les femmes représentent 49,5 % de la population, comparativement à 51,3 % pour la province. Chez les plus de 15 ans, 39,7 % sont célibataires, 44,7 % sont mariés, 5,4 % sont séparés, 4,4 % sont divorcés et 5,9 % sont veufs,.
Les autochtones représentent 1,6 % de la population et 0,3 % des habitants font partie d'une minorité visible. Les immigrants représentent 0,4 % de la population, 99,9 % des habitants sont citoyens du Canada et 99,3 % sont issus de familles établies au Canada depuis trois générations ou plus.
La langue maternelle est le français chez 97,0 % des habitants, l'anglais chez 2,1 %, les deux langues chez 0,4 % et 4,4 % sont allophones. 36,5 % de la population peut communiquer dans les deux langues officielles, 62,9 % sont unilingues francophones, 0,5 % sont unilingues anglophones et 0,1 % ne connaissent ni le français ni l'anglais. Le français est parlé à la maison par 96,8 % des gens, l'anglais par 1,8 %, les deux langues par 1,2 % et une langue non officielle par 0,2 %. Le français est la langue de travail de 91,5 % des employés, l'anglais de 6,0 % et 2,2 % des employés utilisent les deux langues.
51,7 % des habitants âgés de plus de 15 ans possèdent un certificat, diplôme ou grade post-secondaire, comparativement à 44,6 % pour la province.

## Économie
Entreprise Péninsule, un organisme basé à Tracadie-Sheila faisant partie du réseau Entreprise, a la responsabilité du développement économique de la région.
On retrouve plusieurs entreprises établient à Saumarez depuis plusieurs générations : Épicerie Nedgar Doiron, Saumarez Quincaillerie et Salon Bar chez Rodolphe.

## Administration

### Comité consultatif
En tant que district de services locaux, Saumarez est administré directement par le Ministère des Gouvernements locaux du Nouveau-Brunswick, secondé par un comité consultatif élu composé de cinq membres dont un président.

### Commission de services régionaux
Saumarez fait partie de la Région 4, une commission de services régionaux (CSR) devant commencer officiellement ses activités le 1er janvier 2013. Contrairement aux municipalités, les DSL sont représentés au conseil par un nombre de représentants proportionnel à leur population et leur assiette fiscale. Ces représentants sont élus par les présidents des DSL mais sont nommés par le gouvernement s'il n'y a pas assez de présidents en fonction. Les services obligatoirement offerts par les CSR sont l'aménagement régional, l'aménagement local dans le cas des DSL, la gestion des déchets solides, la planification des mesures d'urgence ainsi que la collaboration en matière de services de police, la planification et le partage des coûts des infrastructures régionales de sport, de loisirs et de culture; d'autres services pourraient s'ajouter à cette liste.
Le 1er juillet 2014, Saumarez rejoindra la nouvelle municipalité régionale du Grand Tracadie-Sheila. Cette constitution fait suite à un plébiscite tenu en décembre 2013. La nouvelle municipalité comprendra dix-neuf autres districts de services locaux ainsi que la ville de Tracadie-Sheila.

### Représentation
Nouveau-Brunswick: Saumarez fait partie de la circonscription de Tracadie-Sheila, qui est représentée à l'Assemblée législative du Nouveau-Brunswick par Claude Landry, du Parti progressiste-conservateur. Il fut élu en 2006 puis réélu en 2010.
 Canada: Saumarez fait partie de la circonscription fédérale d'Acadie-Bathurst. Cette circonscription est représentée à la Chambre des communes du Canada par Yvon Godin, du NPD. Il fut élu lors de l'élection de 1997 contre le député sortant Doug Young, en raison du mécontentement provoqué par une réforme du régime d’assurance-emploi.

### Chronologie municipale
1814 : La paroisse de Saumarez est formée à partir d'une portion de la paroisse d'Alnwick et de terres non constitués, dans le comté de Northumberland.
1826 : Le comté de Gloucester est formé à partir des paroisses d'Alnwick et de Beresford.
1831 : La paroisse de Caraquet et la paroisse de New Bandon sont formées à partir de la paroisse de Saumarez.
1867 : Confédération canadienne.
1876 : Le comté de Gloucester est constitué en municipalité.
1881 : La paroisse de Saint-Isidore est formée à partir de portions des paroisses de Saumarez et d'Inkerman.
1966 : La municipalité du comté de Gloucester est dissoute. La paroisse de Saumarez devient un district de services locaux. Le DSL de Sheila et la ville de Tracadie sont constitués dans la paroisse.
1984 : Les DSL suivants sont constitués dans la paroisse de Saumarez: Benoit, Gauvreau–Petit-Tracadie, Haut-Sheila, Leech, Pointe-à-Bouleau, Pont-Landry, Rivière-à-la-Truite, Rivière-du-Portage–Tracadie Beach, Saint-Irénée-et-Alderwood, Saint-Pons, Saumarez et Val-Comeau,.

## Infrastructures et services

### Éducation
Les élèves francophones bénéficient d'écoles à Sheila et à Tracadie-Sheila. La ville de Shippagan compte le CCNB-Péninsule acadienne et un campus de l'Université de Moncton.
Les anglophones bénéficient d'une école à Brantville accueillant les élèves de la maternelle à la huitième année. Ils doivent ensuite poursuivre leurs études à Miramichi. Les établissements d'enseignement supérieurs anglophones les plus proches sont à Fredericton ou Miramichi.
Il y a une bibliothèque publique à Tracadie-Sheila.

### Autres services publics
Le détachement de la Gendarmerie royale du Canada le plus proche est situé à Tracadie-Sheila. Le poste d'Ambulance Nouveau-Brunswick le plus proche est aussi à Tracadie-Sheila.
Existant depuis le 20 juillet 1995, la Commission de gestion des déchets solides de la Péninsule acadienne (COGEDES) a son siège-social à Caraquet. Les déchets sont transférés au centre de transbordement de Tracadie-Sheila et les matières non recyclables sont ensuite enfouies à Allardville.
Les francophones bénéficient du quotidien L'Acadie nouvelle, publié à Caraquet, ainsi que de l'hebdomadaire L'Étoile, de Dieppe. Les anglophones bénéficient quant à eux du quotidien Telegraph-Journal, publié à Saint-Jean.